# Pfarrhof (Franzen)

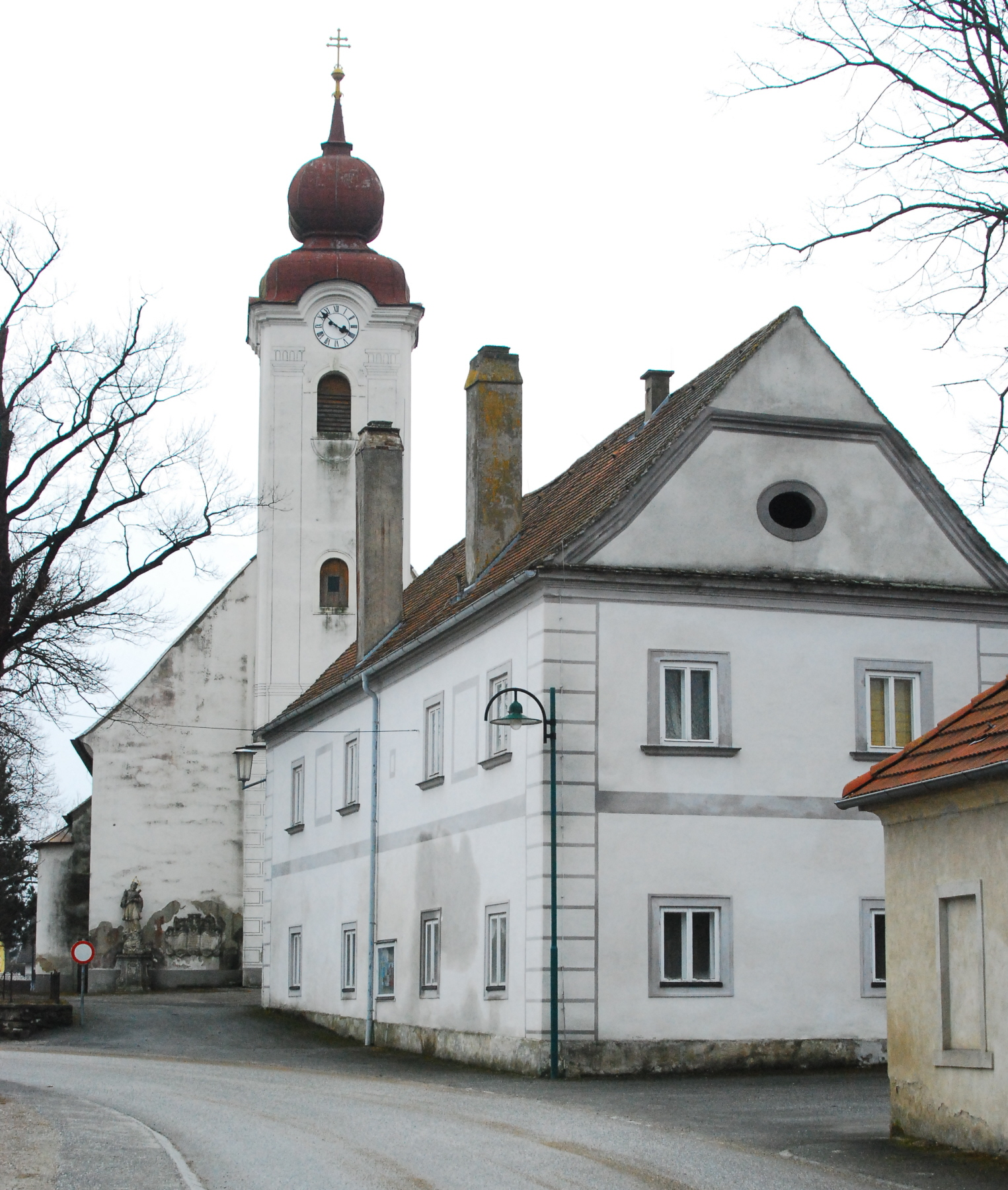
Pfarrhof Franzen mit Kirche im Hintergrund

Der Pfarrhof von Franzen in Niederösterreich liegt gegenüber der Pfarrkirche hl. Martin im Osten des Ortes. Der Pfarrhof steht unter Denkmalschutz (Listeneintrag).
Der langgestreckte, zweigeschoßige Barockbau mit Satteldach stammt im Kern aus dem 17. Jahrhundert und wurde 1708 wiederaufgebaut. Die Räume im Erdgeschoß haben Gewölbe mit Stichkappen aus dem 17. Jahrhundert, ein Raum im Obergeschoß eine Stuckspiegeldecke vom Anfang des 18. Jahrhunderts sowie zwei barocke Porträts aus derselben Zeit, auf denen der Baron Scheffer und seine Frau dargestellt sind. Johann Richard Scheffer hatte sich Anfang des 18. Jahrhunderts mit Erfolg für die Neugründung der Pfarre Franzen eingesetzt.